# Pygméböjnäbb
Pygméböjnäbb (Oedistoma pygmaeum) är en fågel i familjen bärpickare inom ordningen tättingar.

## Utseende och läte
Pygméböjnäbben är en mycket liten fågel med kort stjärt och relativt kort böjd näbb. Den är olivgrön på ryggen, grå på huvud och bröst och gulaktig på sidorna. Fågeln är mest lik dvärgböjnäbben, men är ännu mindre och saknar den artens tydliga ring runt ögat. Bland lätena hörs ljusa "whip!" eller ett kort tjatter.

## Utbredning och systematik
Pygméböjnäbb utgör tillsammans med dvärgböjnäbb släktet Oedistoma. Fågeln förekommer på Nya Guinea och angränsande öar, och delas in i fem underarter med följande utbredning:
- Oedistoma pygmaeum waigeuense – ön Waigeo utanför västra Nya Guinea
- Oedistoma pygmaeum pygmaeum – ön Misool och västra Nya Guinea
- Oedistoma pygmaeum flavipectus – södra Nya Guinea (Etna Bay till Milne Bay)
- Oedistoma pygmaeum olivascens – norra kusten av sydöstra Nya Guinea (Milne Bay till Huonhalvön)
- Oedistoma pygmaeum meeki – D'Entrecasteaux-öarna (Fergusson och Goodenough)

Underarterna waigeuense, flavipectus och olivascens inkluderas ofta i nominatformen.

## Levnadssätt
Pygméböjnäbben hittas i skogar i låglänta områden och förberg. Där ses den födosöka i träd och buskar på jakt efter insekter eller spindlar, ofta som en del av kringvandrande artblandade flockar.

## Status och hot
Arten har ett stort utbredningsområde, men tros minska i antal, dock inte tillräckligt kraftigt för att den ska betraktas som hotad. Internationella naturvårdsunionen IUCN listar arten som livskraftig (LC).